# Минойское извержение
Минойское извержение — катастрофическое извержение плинианского типа вулкана Санторин на острове Тира.

## Хронология
Изучения кернов, полученных при бурении гренландского ледяного щита, данные дендрохронологии, а также радиоуглеродный анализ показывают, что извержение произошло около 1610±14 года до н. э. Найденная в вулканических отложениях Тиры ветка оливы при помощи радиоуглеродного и дендро-хронологического методов с высокой точностью дала дату 1628 год до н. э. Российские учёные нашли этому подтверждение в образцах древесных колец остатков деревьев, сохранившихся в вечной мерзлоте на полуострове Ямал — морозобойные кольца образовались в 1627 году до н. э. Однако, геохимический отпечаток тефры из ледяных кернов Антарктиды и Гренландии, а также изучение годичных  колец щетинистой сосны из Калифорнии и дубов из Ирландии показало, что в 1628 году до н. э. сульфаты в стратосферу извергал вулкан Аниакчак II на Аляске. Это позволило сузить датировки минойского извержения до нескольких дат: 1611 год до н. э., 1562—1555 гг. до н. э. и 1538 год до н. э. Сканирование древесных годовых колец спекрометром ATLAS Micro-X-ray Fluorescence выявило одно крупное нарушение содержания кальция (Ca) около 1560 года до н. э. Изменения могли начаться уже в 1562/1561 году до н. э. и эффект, по-видимому, продлился примерно до 1557 года до н. э.
Критики «длинной хронологии» указывают на то, что на территориях, пострадавших от извержения (в том числе на Санторини), обнаружены изделия египетского Нового царства, что сдвигает дату извержения примерно к 1520-м гг. до н. э. Сопоставление с аномалиями древесных колец и отложениями вулканического пепла во льдах на территориях, удалённых от Крита, даёт более позднюю дату извержения, около 1525 года до н. э. Малколм Винер указывает, что древесные кольца указывают на несколько возможных дат катастроф, но из них только одна согласуется с хронологией сосудов, а также с косвенными данными египетских источников.
Более поздние даты, предлагавшиеся ранее (в том числе как возможная причина падения минойской цивилизации и её вытеснения микенской цивилизацией), в настоящее время более не рассматриваются.

## Характеристика
Катастрофа сопровождалась мощными землетрясениями. От древнего острова Стронгила остался только видимый ныне полумесяц со скалой 300-метровой высоты в западной части и пологими пляжами в восточной. При взрыве было выброшено около 40 км³ породы (это в два раза больше, чем при извержении вулкана Кракатау в 1883 году). По другим данным, в воздух взлетело 80 км³ горной породы. По показателю вулканической эксплозивности (VEI) оценивается в 7 баллов. Газово-пепельная колонна плинианского извержения достигала середины стратосферы и высоты 38—39 км. Взрыв вулкана Санторин по мощности равнялся взрыву примерно 200 тысяч атомных бомб, сброшенных на Хиросиму. В результате возникла кальдера диаметром 14 км и площадью более 80 км². Глубина моря в котловине между островами достигает 400 метров. Толща вулканической тефры составляет от 30 до 60 метров у подножия вулкана, а в радиусе 30 км она достигает 5 метров. Следы санторинского пепла найдены на острове Крит, в прибрежных зонах в дельте Нила в Северной Африке и Малой Азии. Извержение могло послужить основой для рассказа о десяти казнях египетских в книге Исход в Ветхом Завете.
В результате образования кальдеры огромная волна цунами, высотой до 100 метров и скоростью до 200 км/ч (по другим данным, высотой до 200—260 метров, не менее 15 метров) накрыла северное побережье Крита.
Катастрофическое извержение вулкана Тамбора в 1815 году (в экваториальной части Юго-восточной Азии), которое по показателю вулканической эксплозивности также оценивается в 7 баллов, привело к серьёзной всемирной климатической аномалии — так называемому Году без лета. Близкое по масштабам извержение в самом центре древнего мира не могло пройти без серьёзных последствий для дальнейшей истории цивилизаций восточного Средиземноморья, Египта, Анатолии и Междуречья. Возможно, одним из результатов стала последовавшая вскоре Катастрофа бронзового века.

## Последствия
Некоторые научные исследования (Гипотезы местонахождения Атлантиды) показывают, что, возможно, именно минойское извержение послужило основой для легенды о гибели Атлантиды «в один день и бедственную ночь», рассказанной Платоном. Сходного мнения придерживался, в частности, Спиридон Маринатос. Изучение древних тефр (отложений вулканических выбросов на дне в восточной части Средиземного моря) показывает, что подобное взрывное извержение Санторина имело место около 25 тыс. лет назад, в результате чего остров во время расцвета Минойской цивилизации имел форму кальдеры, подобной тому, что описана в Диалогах Платона — кольца гор.
Популярная в начале—середине XX века точка зрения утверждала, что следствием извержения и цунами стал упадок минойской цивилизации (которая могла послужить прототипом для описания мифической Атлантиды).
Однако некоторые учёные утверждают, что нет прямой связи между упадком минойской цивилизации новодворцового периода и извержением Санторина. Тефра, найденная в Иалисосе на Родосе и в Филакопи на Милосе, относится к периоду ПMIA, а разрушение дворцов на Крите в Малии, Фесте и Закросе — к периоду ПMIB. Вместе с тем, несомненно, что последовавший за извержением многолетний голод из-за выпадения толстого слоя пепла, многочисленные разрушения в прибрежной зоне на Крите и полное уничтожение крупных поселений на самом Санторине нанесло существенный удар минойской цивилизации и оказало большое влияние на её дальнейшую историю.